# Mahāparinibbānasutta

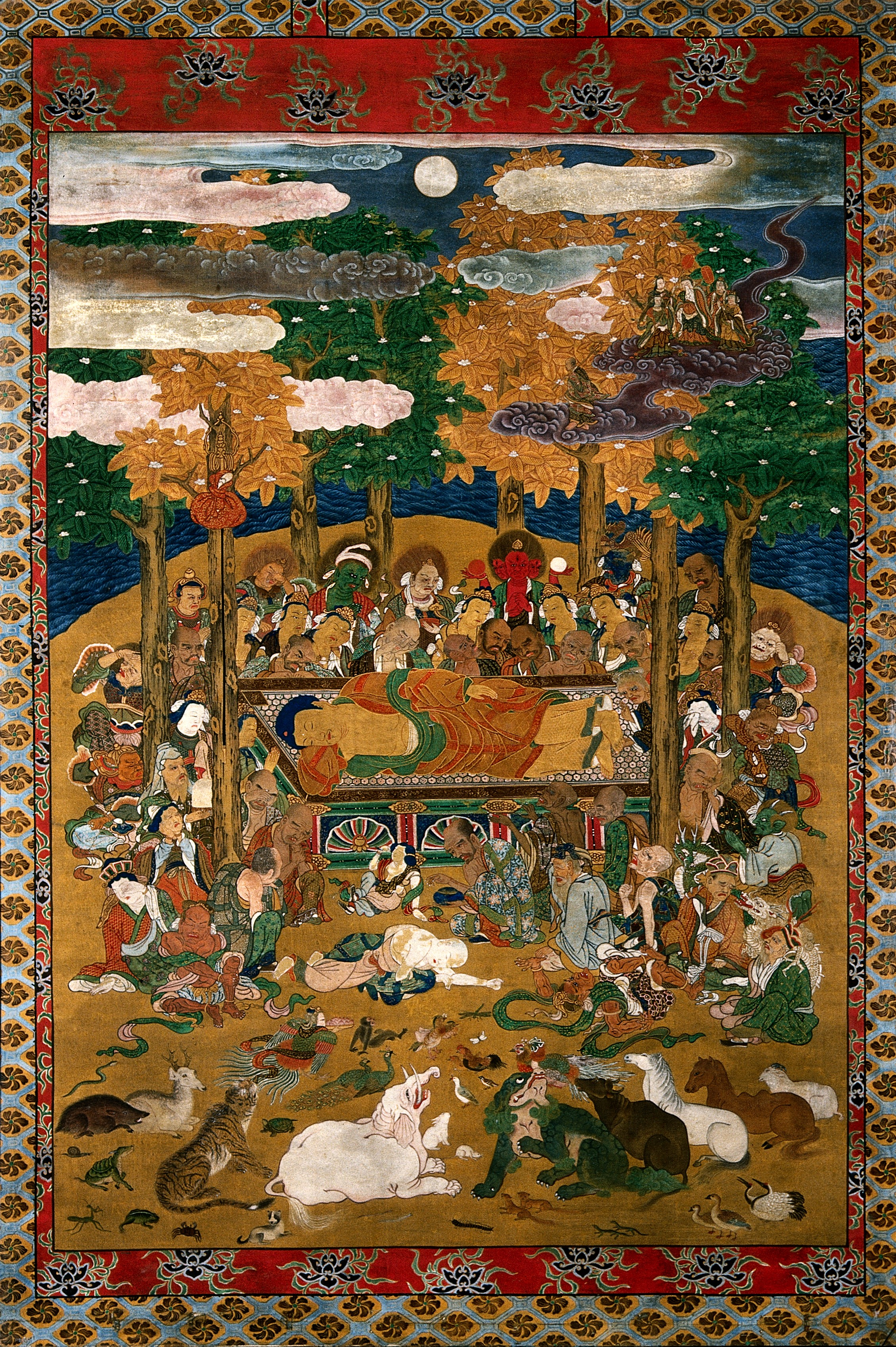
Paranirvāṇa de Buda.

El Mahāparinibbānasutta, Mahāparinibbāṇa Sutta o Gran Sutta de la Completa Extinción es el sutra 16 del Digha-nikaya, un escrito que pertenece al Sutta-pitaka del budismo Theravada. Se trata del final de la vida de Buda Gautama, el Paranirvāṇa, y es el sutra más largo del Canon Pali. Debido a su atención al detalle, se ha recurrido a él como la principal fuente de referencia en la mayoría de los relatos estándar sobre la muerte de Buda.
No debe confundirse con el Nirvana Sutra del budismo mahāyāna.

## Edición en castellano
- Los últimos días del Buddha [Mahāparinibbānasutta]. Con el comentario de Buddhaghosa. Traducción, introducción y notas de Aleix Ruiz Falqués. Colección Pliegos de Oriente. Editorial Trotta. 2022. ISBN 978-84-1364-065-5.